# 에르네스토 암브로시니
에르네스토 암브로시니(이탈리아어: Ernesto Ambrosini, 1894년 9월 29일 ~ 1951년 11월 4일)는 3000m 장애물경주에 주로 나간 이탈리아의 육상 선수였다.

## 생애
몬차에서 태어나 사망한 암브로시니는 1920년 안트베르펀 올림픽에 나가 3000m 장애물경주에서 동메달을 획득하였다.

## 세계 기록
- 1923년 6월 9일 프랑스 파리에서 세운 3000m 장애물경주 9분 36.6초

## 국내 선수권
그는 10개의 개인적 국내 선수권을 우승하였다.
- 1회 800m (1920)
- 2회 1500m (1920, 1921)
- 2회 5000m (1922, 1923)
- 3회 1200m 장애물경주 (1920, 1921, 1922)
- 1회 3000m 장애물경주 (1923)
- 1회 크로스컨트리 (1922)